# Monument a la Cobla
El Monument a la Cobla és una escultura situada al passeig Lluís Albert de l'Escala (Alt Empordà). Obra del doctor i escultor Francesc Anglès i Garcia, es va inaugurar el 2 de juny de 2007 a la plaça de la Sardana, a tocar de la Platja, però complint les indicacions de la Direcció General de Costes, el 2009 es va traslladar a l'emplaçament actual. L'escultura de bronze representa una cobla sardanista, amb les figures de mida natural d'onze músics i els seus instruments. L'obra està dedicada a Pere Ros i Salart. El 2011 l'artista Josep Maria Simon va restaurar la tenora que havia estat destruïda en un acte de vandalisme.